# I predoni del Kansas
I predoni del Kansas (Kansas Raiders) è un film del 1950 diretto da Ray Enright.
È un film western statunitense ambientato durante la guerra civile americana con Audie Murphy (che interpreta il bandito Jesse James, un ruolo che tornerà ad interpretare nel 1969 nel suo ultimo film, A Time for Dying), Brian Donlevy e Marguerite Chapman.

## Trama
Jesse James e i suoi amici - il fratello Frank, i fratelli Cole e Jim Younger, e Kit Dalton - arrivano alla città di Lawrence, nel Kansas, e sono falsamente accusati di essere membri della banda di Quantrill (Quantrill's Raiders). In procinto di essere linciati, vengono salvati dall'intervento di un ufficiale dell'Unione.
Gli uomini vengono rilasciati e si uniscono al colonnello William Clarke Quantrill. Jesse, in un primo momento, ammira Quantrill ma la sua devozione viene messa in discussione dopo che vede con i suoi occhi le atrocità commesse dall'uomo e dalle sue truppe. Si innamora poi di Kate Clarke.
I razziatori prendono parte al massacro di Lawrence in cui Jesse e i suoi uomini rapinano la loro prima banca. I predoni abbandonano Quantrill tranne Jesse. Quantrill viene accecato e poi ucciso in uno scontro a fuoco con le truppe dell'Unione. Jesse lascia Kate e si dirige con i suoi amici intenzionati a compiere una nuova rapina in banca.

## Produzione
Il film, diretto da Ray Enright su una sceneggiatura e un soggetto di Robert L. Richards, fu prodotto da Ted Richmond per la Universal International Pictures e girato nella Garner Valley e a Kanab, Utah.

## Distribuzione
Il film fu distribuito con il titolo Kansas Raiders negli Stati Uniti dal 15 novembre 1950 al cinema dalla Universal Pictures.
Alcune delle uscite internazionali sono state:
- in Danimarca il 28 maggio 1951 (Kansas i brand)
- in Finlandia il 19 ottobre 1951 (Kansas tulessa)
- in Francia il 20 febbraio 1952 (Kansas en feu)
- in Portogallo il 3 settembre 1952 (Os Cavaleiros da Bandeira Branca)
- in Austria nel febbraio del 1956 (Reiter ohne Gnade)
- in Svezia il 23 aprile 1956 (Kansas Raiders)
- in Germania Ovest il 23 dicembre 1956 (Reiter ohne Gnade)
- in Belgio (Brand in Kansas)
- in Brasile (Cavaleiros da Bandeira Negra)
- in Cile (Jinetes del odio)
- in Spagna (Los asaltantes de Kansas)
- in Italia (I predoni del Kansas)

## Promozione
La tagline è: "The historic Lawrence, Kansas raid...aflame again in all its fury!".

## Critica
Secondo il Morandini il "buon cast e una valida sceneggiatura" risultano "sprecati in un mediocre western". Secondo Leonard Maltin il film è un "discreto western" in cui le note di rilievo sono rappresentate dai personaggi di Jesse James e di Quantrill.